# 화순 쌍봉사 철감선사탑비
화순 쌍봉사 철감선사탑비(和順 雙峯寺 澈鑒禪師塔碑)는 대한민국 전라남도 화순군 쌍봉사에 있는 남북국 시대 신라의 비석이다. 1963년 1월 21일 대한민국의 보물 제170호로 지정되었다.

## 개요
쌍봉사에 있는 철감선사(澈鑒禪師) 도윤(道允)의 탑비이다.
철감선사(798∼868)는 통일신라시대의 승려로, 825년(헌덕왕 7년) 당나라에 들어가 유학하고, 847년(문성왕 9년)에 범일국사와 함께 돌아와 경문왕을 불법에 귀의하게 하기도 하였다. 71세의 나이로 쌍봉사에서 입적하니, 왕은 시호를 ‘철감’이라 내리었다.
비는 비몸돌이 없어진 채 거북받침돌과 머릿돌만 남아 있다. 네모난 바닥돌 위의 거북은 용의 머리를 하고 여의주를 문 채 엎드려 있는 모습으로, 특히 오른쪽 앞발을 살짝 올리고 있어 흥미롭다. 머릿돌은 용조각을 생략한 채 구름무늬만으로 채우고 있다. 머릿돌 앞면 가운데에는 “쌍봉산고철감선사비명(雙峯山故澈鑒禪師碑銘)”이란 두 줄의 전액(篆額)이 새겨져 있다.
통일신라 경문왕 8년(868)에 세워진 비로, 전체적인 조각수법이 뛰어나며 특히 격렬한 거북받침돌의 조각들은 매우 훌륭한 경지에 이른 것이라고 할 수 있다.

## 같이 보기
- 쌍봉사
- 화순 쌍봉사 철감선사탑 - 국보 제57호

## 참고 자료
- 화순 쌍봉사 철감선사탑비 - 국가유산청 국가유산포털